# Muytango
Muytango ist ein 2009 gegründetes Musikensemble, das sich auf Aufführung der Musik des Tango Argentino und Tango Nuevo spezialisiert hat. 

## Ensemble
Das Ensemble Muytango hat sich zum Ziel gesetzt, authentische und emotional ansprechende Interpretation klassischer und moderner Tango-Kompositionen zu spielen. Dabei sollen Streichinstrumente eine besondere Rolle spielen. Das Repertoire von Muytango besteht ausschließlich aus Stücken argentinischer Komponisten, wie Ricardo Brignolo, Enrique Francini, Carlos Gardel, Pedro Maffia, Astor Piazzolla, Osvaldo Pugliese, Horacio Salgan und anderen. Gelegentlich erfolgen auch gemeinsame Auftritte mit anderen Tangovirtuosen wie Leandro Schnaider und Pablo Schiaffino. 
Das Ensemble spielt vorwiegend konzertant. Es machte Rundfunk- und Fernsehaufnahmen und wirkte bei Festivals wie "Tango am Bodensee" und dem "Erfurter Salonorchesterfestival" mit. Zudem trat es bei Milongaveranstaltungen auf, zuletzt im Mai 2017 in der Gigelberghalle in Biberach. 
Im Juli 2017 schied Roland Klugger aus dem Ensemble aus. Seitdem besteht das Ensemble aus Jörg Walesch (Violine), Claudia Schwarze (Cello), Michaela Kauper (Klavier) und Heiner Merk (Bass).

## Diskographie
- AMANACER, Muytango, Tonsee-Records LC00320, TSEE111-029, Friedrichshafen 2011

## Quelle und Weblinks
- Deutsche Nationalbibliothek
- Website
- Regio TV EURO3